# Rally de Gran Bretaña de 2015
El Rally de Gran Bretaña de 2015, oficialmente 71st Wales Rally GB, fue la septuagésima primera edición y la decimotercera ronda de la temporada 2015 del Campeonato Mundial de Rally. Se celebró del 12 de  al 15 de noviembre y contó con un itinerario de 19 tramos sobre tierra que sumaron un total de 310.15 km cronometrados. Fue también la decimotercera ronda de los campeonatos WRC 2 y WRC 3.
Sébastien Ogier se quedó con la victoria con un tiempo de 3:03:02.0 dejando por detrás a Meeke a 26.0s y a Mikkelsen a 36.2s.

## Itinerario
| Día    | Tramo | Nombre                 | Distancia | Ganador de la etapa               | No. | Equipo                                   | Tiempo  | Líder de la general              |
| ------ | ----- | ---------------------- | --------- | --------------------------------- | --- | ---------------------------------------- | ------- | -------------------------------- |
| 13 Nov | SS1   | Hafren 1               | 32.14 km  | Sébastien Ogier Julien Ingrassia  | 1   | Volkswagen Motorsport                    | 18:28.2 | Sébastien Ogier Julien Ingrassia |
| 13 Nov | SS2   | Sweet Lamb 1           | 3.33 km   | Sébastien Ogier Julien Ingrassia  | 1   | Volkswagen Motorsport                    | 2:06.3  | Sébastien Ogier Julien Ingrassia |
| 13 Nov | SS3   | Myherin 1              | 30.23 km  | Sébastien Ogier Julien Ingrassia  | 1   | Volkswagen Motorsport                    | 17:08.1 | Sébastien Ogier Julien Ingrassia |
| 13 Nov | SS4   | Hafren 2               | 32.14 km  | Kris Meeke Paul Nagle             | 3   | Citroën Total Abu Dhabi World Rally Team | 18:56.8 | Sébastien Ogier Julien Ingrassia |
| 13 Nov | SS5   | Sweet Lamb 2           | 3.33 km   | Sébastien Ogier Julien Ingrassia  | 1   | Volkswagen Motorsport                    | 2:09.4  | Sébastien Ogier Julien Ingrassia |
| 13 Nov | SS6   | Myherin 2              | 30.23 km  | Sébastien Ogier Julien Ingrassia  | 1   | Volkswagen Motorsport                    | 17:15.8 | Sébastien Ogier Julien Ingrassia |
| 14 Nov | SS7   | Gartheiniog 1          | 11.34 km  | Thierry Neuville Nicolas Gilsoul  | 20  | Hyundai Motorsport N                     | 7:03.4  | Sébastien Ogier Julien Ingrassia |
| 14 Nov | SS8   | Dyfi 1                 | 25.86 km  | Thierry Neuville Nicolas Gilsoul  | 20  | Hyundai Motorsport N                     | 15:10.1 | Sébastien Ogier Julien Ingrassia |
| 14 Nov | SS9   | Gartheiniog 2          | 11.34 km  | Andreas Mikkelsen Ola Fløene      | 9   | Volkswagen Motorsport II                 | 7:14.4  | Sébastien Ogier Julien Ingrassia |
| 14 Nov | SS10  | Dyfi 2                 | 25.86 km  | Sébastien Ogier Julien Ingrassia  | 1   | Volkswagen Motorsport                    | 15:23.2 | Sébastien Ogier Julien Ingrassia |
| 14 Nov | SS11  | Dyfnant 1              | 19.02 km  | Sébastien Ogier Julien Ingrassia  | 1   | Volkswagen Motorsport                    | 11:03.3 | Sébastien Ogier Julien Ingrassia |
| 14 Nov | SS12  | Aberhirnant 1          | 13.91 km  | Sébastien Ogier Julien Ingrassia  | 1   | Volkswagen Motorsport                    | 7:44.7  | Sébastien Ogier Julien Ingrassia |
| 14 Nov | SS13  | Chirk Castle           | 2.06 km   | Ott Tänak Raigo Mõlder            | 6   | M-Sport World Rally Team                 | 1:33.3  | Sébastien Ogier Julien Ingrassia |
| 14 Nov | SS14  | Dyfnant 2              | 19.02 km  | Andreas Mikkelsen Ola Fløene      | 9   | Volkswagen Motorsport II                 | 11:10.0 | Sébastien Ogier Julien Ingrassia |
| 14 Nov | SS15  | Aberhirnant 2          | 13.91 km  | Sébastien Ogier Julien Ingrassia  | 1   | Volkswagen Motorsport                    | 7:50.5  | Sébastien Ogier Julien Ingrassia |
| 15 Nov | SS16  | Brenig 1               | 10.64 km  | Jari-Matti Latvala Miikka Anttila | 2   | Volkswagen Motorsport                    | 6:46.5  | Sébastien Ogier Julien Ingrassia |
| 15 Nov | SS17  | Alwen                  | 10.41 km  | Jari-Matti Latvala Miikka Anttila | 2   | Volkswagen Motorsport                    | 5:44.0  | Sébastien Ogier Julien Ingrassia |
| 15 Nov | SS18  | Great Orme             | 4.74 km   | Jari-Matti Latvala Miikka Anttila | 2   | Volkswagen Motorsport                    | 2:38.8  | Sébastien Ogier Julien Ingrassia |
| 15 Nov | SS19  | Brenig 2 (Power Stage) | 10.64 km  | Jari-Matti Latvala Miikka Anttila | 2   | Volkswagen Motorsport                    | 6:50.3  | Sébastien Ogier Julien Ingrassia |

### Power Stage
El power stage al igual que en las anteriores carreras fue la última etapa del rally y tuvo un recorrido total de 10.64 km.
| Pos | Piloto             | Coche                 | Tiempo | Dif. | Pts |
| --- | ------------------ | --------------------- | ------ | ---- | --- |
| 1   | Jari-Matti Latvala | Volkswagen Polo R WRC | 6:50.3 | 0.0  | 3   |
| 2   | Andreas Mikkelsen  | Volkswagen Polo R WRC | 6:52.7 | +2.4 | 2   |
| 3   | Robert Kubica      | Ford Fiesta RS WRC    | 6:56.2 | +5.9 | 1   |

## Clasificación final
| 1       | Sébastien Ogier      | Julien Ingrassia    | Volkswagen Polo R WRC   | 3:03:02.0 | -         | 25     |
| 2       | Kris Meeke           | Paul Nagle          | Citroën DS3 WRC         | 3:03:28.0 | 00:26.0   | 18     |
| 3       | Andreas Mikkelsen    | Ola Fløne           | Volkswagen Polo R WRC   | 3:03:38.2 | 00:36.2   | 15 + 2 |
| 4       | Dani Sordo           | Marc Martí          | Hyundai i20 WRC         | 3:05:53.3 | 02:51.3   | 12     |
| 5       | Hayden Paddon        | John Kennard        | Hyundai i20 WRC         | 3:06:02.5 | 03:00.5   | 10     |
| 6       | Elfyn Evans          | Daniel Barritt      | Ford Fiesta RS WRC      | 3:06:11.1 | 03:09.1   | 8      |
| 7       | Mads Østberg         | Jonas Andersson     | Citroën DS3 WRC         | 3:07:30.4 | 04:28.4   | 6      |
| 8       | Stéphane Lefebvre    | Stéphane Prévot     | Citroën DS3 WRC         | 3:08:40.4 | 05:38.4   | 4      |
| 9       | Robert Kubica        | Maciej Szcepaniak   | Ford Fiesta RS WRC      | 3:09:24.7 | 06:22.7   | 2      |
| 10      | Lorenzo Bertelli     | Lorenzo Granai      | Ford Fiesta RS WRC      | 3:11:07.0 | 08:05.0   | 1      |
| WRC 2   |                      |                     |                         |           |           |        |
| 1 (11)  | Teemu Suninen        | Mikko Markkula      | Škoda Fabia S2000       | 3:15:01.4 | 11:59.4   | 25     |
| 2 (12)  | Eric Camilli         | Benjamin Veillas    | Ford Fiesta R5          | 3:15:20.6 | 12:18.6   | 18     |
| 3 (13)  | Craig Breen          | Scott Martin        | Peugeot 208 T16         | 3:16:03.4 | 13:01.4   | 15     |
| 4 (16)  | Abdulaziz Al-Kuwari  | Marshall Clarke     | Ford Fiesta RRC         | 3:21:15.5 | 18:13.5   | 12     |
| 5 (17)  | Jarosław Kołtun      | Ireneusz Pleskot    | Ford Fiesta R5          | 3:24:10.7 | 21:08.7   | 10     |
| 6 (18)  | Nicolás Fuchs        | Fernando Mussano    | Ford Fiesta R5          | 3:24:22.1 | 21:20.1   | 8      |
| 7 (19)  | Quentin Giordano     | Valentin Sarreaud   | Citroën DS3 R5          | 3:28:08.9 | 25:06.9   | 6      |
| 8 (22)  | Nil Solans           | Miquel Ibáñez Sotos | Peugeot 208 T16         | 3:31:45.2 | 28:43.2   | 4      |
| 9 (23)  | Joan Carchat         | Claudi Ribeiro      | Mitsubishi Lancer Evo X | 3:35:14.6 | 32:12.6   | 2      |
| 10 (26) | Massimiliano Rendina | Emanuele Inglesi    | Mitsubishi Lancer Evo X | 3:38:57.2 | 35:55.2   | 1      |
| WRC 3   |                      |                     |                         |           |           |        |
| 1 (24)  | Ole Christian Veiby  | Anders Jaeger       | Citroën DS3 R3T Max     | 3:35:38.0 | 32:36.0   | 25     |
| 2 (27)  | Fabioi Andolfi       | Simone Scattolin    | Peugeot 208 VTi R2      | 3:40:02.2 | 37:00.2   | 18     |
| 3 (28)  | Quentin Gilbert      | Renaud Jamoul       | Citroën DS3 R3T Max     | 3:41:21.8 | 38:19.8   | 15     |
| 4 (34)  | Terry Folb           | Franck Le Floch     | Citroën DS3 R3T Max     | 3:53:12.5 | 50:10.5   | 12     |
| 5 (35)  | Pierre-Louis Loubet  | Victor Belotto      | Citroën DS3 R3T Max     | 3:54:53.4 | 51:51.4   | 10     |
| 6 (45)  | William Wagner       | Kevin Parent        | Citroën DS3 R3T Max     | 4:15:47.3 | 1:12:45.3 | 8      |
| JWRC    |                      |                     |                         |           |           |        |
| 1 (24)  | Ole Christian Veiby  | Anders Jaeger       | Citroën DS3 R3T Max     | 3:35:38.0 | 32:36.0   | 25     |
| 2 (28)  | Quentin Gilbert      | Renaud Jamoul       | Citroën DS3 R3T Max     | 3:41:21.8 | 38:19.8   | 18     |
| 3 (34)  | Terry Folb           | Franck Le Floch     | Citroën DS3 R3T Max     | 3:53:12.5 | 50:10.5   | 15     |
| 4 (35)  | Pierre-Louis Loubet  | Victor Belotto      | Citroën DS3 R3T Max     | 3:54:53.4 | 51:51.4   | 12     |
| 5 (45)  | William Wagner       | Kevin Parent        | Citroën DS3 R3T Max     | 4:15:47.3 | 1:12:45.3 | 10     |